# Ratae
Ratae (makedonsky Ратае) je vesnice v Severní Makedonii. Nachází se v opštině Jegunovce v Položském regionu.

## Geografie
Ratae se nachází v oblasti Položská kotlina, od města Tetovo je vesnice vzdálena 11 km.

## Historie
První písemné zmínky o vesnici pochází z 13. století.
Podle záznamů Vasila Kančova zde v roce 1900 žilo 129 obyvatel, z toho 105 se hlásilo k makedonské národnosti a 24 k albánské.

## Demografie
Podle sčítání lidu z roku 2021 žije ve vesnici 401 obyvatel, etnické skupiny jsou:
- Makedonci – 385
- Srbové – 8
- ostatní – 8